# Joe Cole
John Joseph Cole (* 8. listopadu 1981, Islington, Londýn), známý jako Joe Cole, je profesionální fotbalista. V Chelsea FC byl v roce 2008 vyhlášen hráčem roku.

## Mládí
Narodil se v Islingtonu, kde žil do svých sedmnácti, než se odstěhoval do Camdenu. Zázračné dítě, kterému se dostalo národní mediální pozornosti, jako školákovi a objevu West Ham United byl dlouho nabízen jako nejžhavější talent anglického fotbalu. Manchester United v jeho šestnácti letech za jeho služby údajně nabídl zaplatit 10 milionů liber. Hrající podobně jako anglický oblíbenec Paul Gascoigne, rychle postupoval ke svému týmovému debutu ve West Ham United, který absolvoval ve svých sedmnácti letech. Stal se týmovým kapitánem ve svých 19 letech. Zatímco jeho schopnosti mu vynesly mnoho potlesku jeho kariéra se v posledních letech v klubu zastavila, zvláště když se West Ham rozloučil s trenérem Harrym Redknappem.

## Klubová kariéra

### Chelsea
V roce 2003 přestoupil do Chelsea FC za 6 600 000 liber jako část „Ruské Revoluce“ Romana Abramoviče se zaměřením stát se hráčem reprezentace. Nicméně kvůli velké konkurenci v týmu zpočátku bojoval o pevnou pozici v obou týmech, v Chelsea i v reprezentaci pod vedením Claudia Ranieriho.
Podle něj ho Ranieri chtěl poslat na hostování do PFC CSKA Moskva jen pár dnů po jeho příchodu do Chelsea FC. Joe zamítl přesun a rozhodl se zůstat v Chelsea FC, ale během první poloviny sezóny 2003-2004 se objevoval ve sestavě nepravidelně. Počet jeho startů se ještě snížil potom, co Ranieri přijal Scotta Parkera v lednu 2004.
Na soupisce anglické fotbalové reprezentace byl na Euro 2004, ale nehrál.
Dlouho by chválen za své technické schopnosti a tvořivost. Po příchodu nového trenéra José Mourinha do Chelsea FC v roce 2004 nejprve pokračoval v boji o místo, ačkoli brzy zjistil, že se na trávníku objevuje častěji než pod vedením Ranieriho.
V lednu 2005 byl veřejně Mourinhem kritizován po vítězství proti Liverpoolu za zanedbávání jeho defensivních povinností. Mourinho jej popsal jako „hráče dvou tváří“. „Jedné“, kterou má rád (odkazující na jeho technické schopnosti) a „druhou“, kterou rád nemá (odkazující na nedostatek jeho nadšení pro defenzivní povinnosti).
Na toto odpověděl pozitivně a využil zranění ostatních hráčů (Arjen Robben), aby se stal jednou z hvězd Chelsea při výhře titulu v Premier League v sezóně 2004/05. Také se mu dostalo stálého místo v anglické reprezentaci na levé straně zálohy, o které usiloval už několik let. Za dobu co hrál v Chelsea FC dal 39 golu. V Chelsea FC byl v roce 2008 vyhlášen hráčem roku.

### Liverpool
V roce 2010 přestoupil do Liverpoolu Hned v prvním zápase ligového ročníku viděl v zápase proti Arsenalu červenou kartu. Do základní sestavy se však dlouhodobě nedokázal prosadit a tak byl v poslední den přestupového období léta 2011 poslán na roční hostování do týmu úřadujícího francouzského mistra Lille OSC.

### Lille (hostování)
Během svého hostování nosil dres s číslem 26.

### Návrat do Liverpoolu
Po jednoročním hostování v klubu Lille OSC se vrátil do Liverpoolu.

### Návrat do West Hamu
V lednu roku 2013 podepsal smlouvu s klubem West Ham, pro kterého to byl návrat do klubu, ve kterém už hrál v dřívější době. Vstřelil 5 branek.

### Aston Villa
Cole ve West Hamu nedostal novou smlouvu a tak podepsal dvouletý kontrakt s Aston Villou. Debutoval 27. srpna v zápase proti Leyton Orient.

### Coventry City (hostování)
16. října 2015 ho na hostování získalo Coventry City.

### Coventry City
7. ledna 2016 Coventry City změnilo jeho hostování v přestup. Nosil číslo 14. V tomto klubu vstřelil 1 branku a to z volného kopu.

### Tampa Bay Rowdies
4. května 2016 Cole podepsal smlouvu v druholigovém americkém klubu Tampa Bay Rowdies.Hraje s číslem 26.V tomto týmu je největší hvězda. Vstřelil už 7 branek

## Reprezentace
V květnu 2006 posílil anglický tým pro Mistrovství světa. Hrál na levé straně zálohy při jejich zahajovacím zápase proti Paraguayi 10. června 2006. 20. června 2006 Anglie hrála proti Švédsku s konečným výsledkem 2:2. Tento výsledek může být přisuzován jeho velkolepé hře. Ve 34. minutě vstřelil gól a 85. minutě utkání přihrál na druhý gól, který vstřelil Steven Gerrard. Posléze byl zvolen mužem zápasu.